# Stazione di Magnacavallo
La stazione di Magnacavallo è una stazione ferroviaria della ferrovia Suzzara-Ferrara, a servizio del comune di Magnacavallo, in provincia di Mantova.
La gestione delle infrastrutture è di competenza delle Ferrovie Emilia Romagna (FER).

## Storia
La stazione fu aperta nel dicembre 1888 dopo l'inaugurazione del tratto Suzzara-Sermide della ferrovia Suzzara-Ferrara.

## Strutture e impianti
Il piazzale è dotato di 3 binari, di cui 2 per il fabbricato viaggiatori, che si affaccia su Via Roma.

## Movimento
La stazione è servita dai treni regionali Trenitalia Tper delle relazioni Suzzara-Ferrara, Suzzara-Sermide, Suzzara-Rimini, Ferrara-Poggio Rusco, svolti nell'ambito del contratto di servizio con la regione Emilia-Romagna.
Nei giorni festivi il servizio ferroviario è sostituito da tre coppie di autocorse.
A novembre 2019, la stazione risultava frequentata da un traffico giornaliero medio di circa 61 persone (30 saliti + 31 discesi).